# Juana de la Cruz Vázquez
Juana Vázquez Gutiérrez, en religió Juana de la Cruz (Azaña, actual Numancia de la Sagra, Toledo, 3 de maig de 1481 - Santa María de la Cruz, Cubas de la Sagra, Madrid, 3 de maig de 1534) fou una monja franciscana, gran predicadora. Ha estat proclamada beata per l'Església catòlica.

## Biografia
Nasqué el 1481 en Azaña, a uns 14 km de Cubas (província de Toledo), filla de Juan i Catalina, pagesos benestants. Ja de petita és molt devota i té visions religioses i experiències místiques. Orfe de mare en 1488, viu amb unes ties i en fer els quinze anys, el seu pare i els oncles la prometeren amb un ric cavaller d'Illescas, Francisco Loarte. Ella, que volia ésser religiosa, es vestí amb les robes d'un cosí seu i fugí de la casa pairal. Es refugià al beateri de Santa María de la Cruz de Cubas de la Sagra, de dones laiques del Tercer Orde de Sant Francesc; els seus pares hi anaren a cercar-la, però en veure'n la determinació, consentiren que fos religiosa i hi professà un any després, en 1497, prenent el nom de Juana de la Cruz.
A partir de 1506 comença a tenir episodis místics (èxtasis, visions, estigmes, etc.) i als 26 anys començà a predicar, amb el permís dels superiors. Tenia do de lectura dels cors i do de llengües, i va poder parlar en llengües que no coneixia, com el basc o l'àrab. La seva facilitat de paraula i la seva saviesa van fer que la seva predicació fos seguida per molta gent i que acudiren a sentir-la grans personatges com Gonzalo Fernández de Córdoba o el Cardenal Cisneros, Joan d'Habsburg i Blomberg i el mateix Carles I d'Espanya. Era particularment devota del Sant Rosari, devoció que contribuí a difondre, i a l'Àngel de la Guarda.
En 1509 va obtenir per al beateri de Cubas de la Sagra que fos elevat a la categoria de monestir, fent que la comunitat passés a ser de clausura i amb vots solemnes, dintre del Tercer Orde Regular de Sant Francesc. També obtingué de Cisneros, en 1510, el rar privilegi en aquell moment del benefici de la parròquia de vora el convent, de manera que la jurisdicció sobre ella era de l'abadessa, que n'era així la "rector", mentre que el rector esdevenia capellà del monestir. La popularitat de Juana, que ja era coneguda popularment com La Santa, havia fet que el monestir rebés molts donatius i llegats, que permeteren de construir-ne un nou edifici i d'ampliar la comunitat amb noves fundacions a Illescas, Fuensalida (1533) i San Martín de Valdeiglesias (1545).
Poc després de morir el cardenal Cisneros (1517), altres eclesiàstic protestaren i intentaren derogar-lo, però Juana demanà una butlla papal que el confirmés. El conflicte, promogut per elements externs i algunes monges de la mateixa comunitat (la vicària Eufrasia, que volia ésser-ne abadessa), va provocar la destitució de Juana per part dels franciscans. Aviat, però, fou restituïda i fou la superiora (i rector de la parròquia) des de 1523 fins a la seva mort. En 1524, però, una malaltia li deixa el cos paralitzat i ja no se'n recuperarà, tot i que continuava predicant. Morí al monestir el 3 de maig de 1534.
Per la seva eloqüència fou anomenada "Trompeta de Dios" i "Vihuela de Dios", que parlava a través seu. Va influir en els escrits de clarisses com Jerónima de la Asunción, Luisa de Carrión i Juana de San Antonio o en Maria de Jesús d'Ágreda. Setanta-dos dels seus sermons foren recollits en 1509 en el manuscrit anomenat El conhorte, que recull visions de la vida celestial que la monja explicava mentre era en èxtasi.

## Veneració
De seguida fou proclamada santa pel poble i rebé culte públic, amb el nom de La Santa Juana; les seves restes foren visitades per reis, cardenals i nobles.
En 1615-1617, l'arquebisbe de Toledo la proclamà santa i en permeté el culte públic, que es difon ràpidament per Espanya i Hispanoamèrica. No obstant això, el Concili de Trent va establir que per reconèixer la santedat per "culte immemorial" d'una persona calia un mínim de cent anys des de la seva mort. Calia, doncs, seguir el procediment de la canonització. Incoat en 1619, el 4 de maig de 1630 fou declarada venerable, i s'informa favorablement sobre la seva virtut i miracles, però la pèruda dels escrits originals, que es volien acarar amb els enviats a Roma, foren la causa de l'aturada del procés. Reiniciat en 1664-1679 i 1702-1731, torna a quedar aturat. La trobada dels documents fa que es reiniciï el procés novament en 1980, i el procés continua en curs avui dia.
El 25 de novembre de 2024, el papa Francesc va reconèixer-ne el culte immemorial i va proclamar-la beata.

### Relíquies
Sebollida al Monasterio de Santa María de la Cruz de Cubas de la Sagra, aquest rep el nom popular de "Convento de Santa Juana" i és un lloc de pelegrinatge popular a la comarca. Les restes de Sor Juana foren profanades en 1808 i durant la Guerra civil espanyola; les relíquies foren retrobades en 1990 i avui es veneren a l'altar del convent.
En 1509, per encàrrec de Cisneros, la monja María Evangelista escrigué una vida de Sor Juana, Vida y fin de la bienaventurada..., dictada per ella mateixa, amb afegits i continuació per la redactora.

### Obres basades en la seva vida
A banda de molts quadres que la retraten i es difongueren per esglésies durant els segles xvi i xvii, la seva fama feu que alguns autors escriguissin obres de creació basades en la seva vida. Així:
- La santa Juana, cicle de tres comèdies de Tirso de Molina (1613-1614)
- Los triunfos de la beata Sor Juana de la Cruz poema èpic d'Alonso Jerónimo Salas Barbadillo (1621)
- Epítome de la vida de Sor Juana de la Cruz, biografia d'A. Carrillo (1663)
- El prodigio de La Sagra: sor Juana de la Cruz, comèdia de José de Cañizares (1723)